# Epidexipteryx hui
Epidexipteryx (il cui nome significa "che sfoggia piume") è un genere estinto di piccolo dinosauro teropode paraviano vissuto nel Giurassico medio-superiore, circa 160-168 milioni di anni fa (Oxfordiano), in quelli che oggi sono i Daohugou Beds, nella Mongolia Interna, Cina. Il genere contiene una singola specie, ossia E. hui, che rappresenta la più antica testimonianza di piume ornamentali nel registro fossile. L'esemplare tipo è stato studiato dai paleontologi dell'Istituto di Paleontologia Vertebrale e Paleoantropologia di Pechino, catalogato come IVPP V 15471.
Il nome specifico, Epidexipteryx hui ("piuma da esibizione di Hu") e il suo nome cinese Hushi Yaolong ("il drago di Hu Yaoming") furono coniati in memoria del paleomammologo Hu Yaoming.

## Descrizione

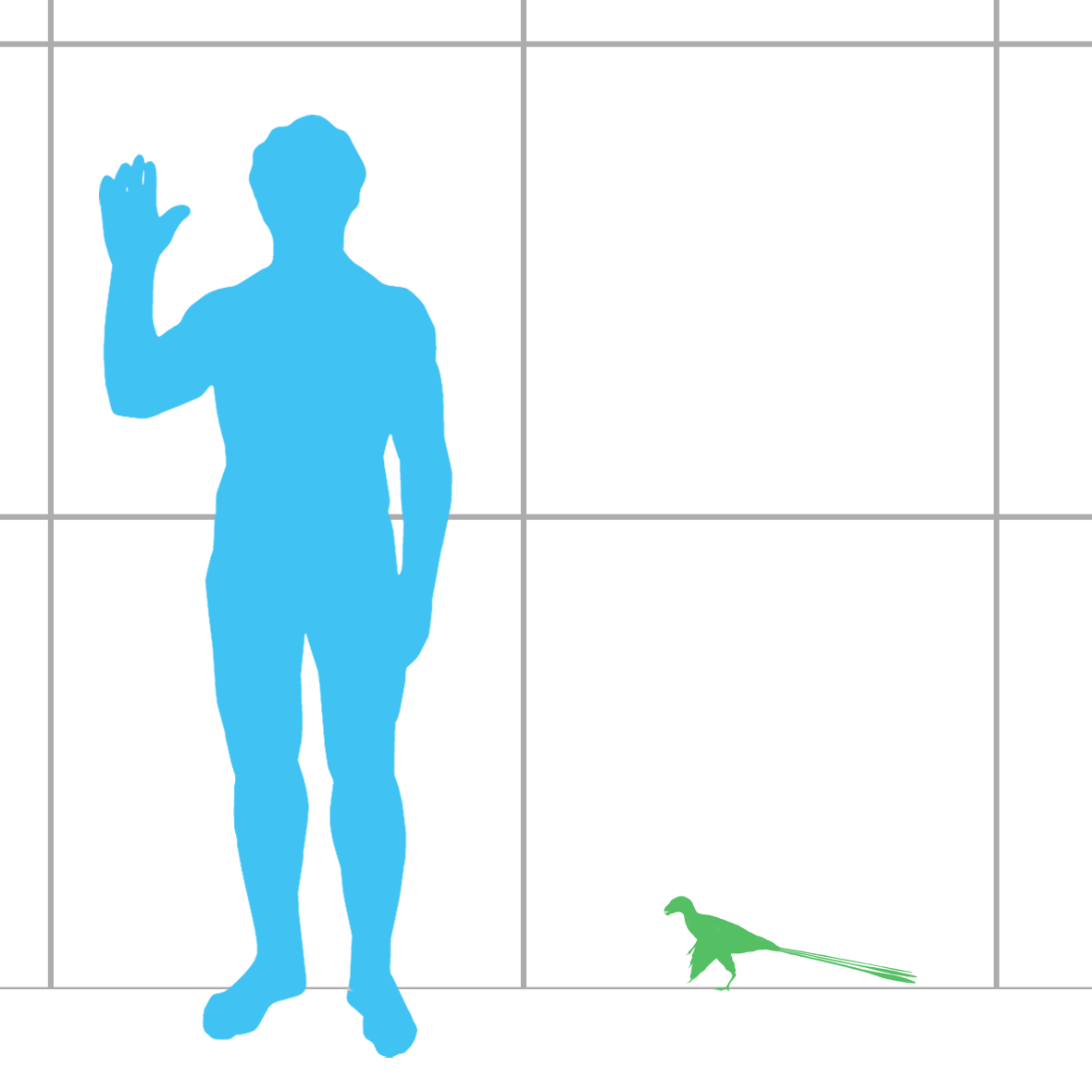
Dimensioni di E. hui, a confronto con un uomo

L'Epidexipteryx è un piccolo dinosauro teropode conosciuto da uno scheletro parziale ben conservato che include quattro lunghe piume sulla coda, composte da una rachide centrale e da una paletta. Al contrario delle penne caudali degli uccelli odierni, però, le barbe di Epidexipteryx non erano diramate in filamenti individuali ma incluse in una singola struttura a nastro. L'Epidexipteryx conservava anche una copertura di piume più semplici, composta da barbule parallele come nei dinosauri più primitivi. Tuttavia, le piume del corpo di Epidexipteryx sono uniche in quanto alcune sembrano emergere da una "struttura membranosa" alla base di ogni piuma. È stato suggerito che questo possa rappresentare uno stadio dell'evoluzione della piuma.

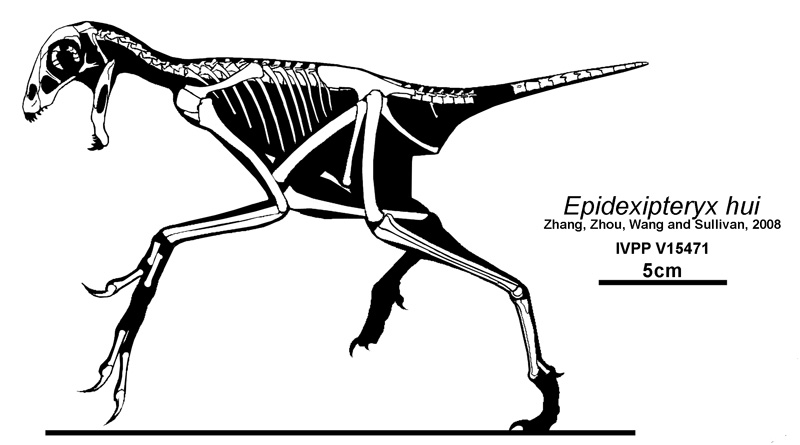
Ricostruzione scheletrica di E. hui

Nel complesso, lo scheletro di Epidexipteryx misurava solo 25 centimetri (10 pollici) di lunghezza (44,5 cm o 17,5 cm includendo le lunghe penne della coda) per un peso stimato di circa 164 grammi, rendendo l'animale unico, se non il più piccolo tra dinosauri non-aviani.
Il cranio di Epidexipteryx appare assai peculiare per una serie di caratteristiche e presenta una somiglianza globale al cranio di Sapeornis, degli oviraptorosauri e, in misura minore, ai therizinosauroidi. L'animale possedeva denti solo nella parte anteriore delle mascelle, con denti frontali insolitamente lunghi in avanti, una caratteristica riscontrata solo nel noasauride Masiakasaurus. Il resto dello scheletro era, invece, molto simile a quello dello strettamente imparentato Scansoriopteryx, tra cui una configurazione dell'anca insolita tra i dinosauri: il pube era più corto dell'ischio, e quest'ultimo era espanso verso la punta. La coda di Epidexipteryx appare molto più corta e munita di vertebre apicali simile a quelle osservabili nel pigostilo di alcuni oviraptoridi e degli uccelli attuali.
Nonostante la presenza di penne, Epidexipteryx non possedeva remiganti e pertanto con ogni probabilità non era in grado di volare, anche se sulla base del relativo Yi, l'animale potrebbe aver avuto un'ala membranosa tirata tra le dita della mano, che gli avrebbe consentito almeno di planare sulle brevi distanze, da un albero all'altro in uno stile di vita arboricolo.

## Classificazione

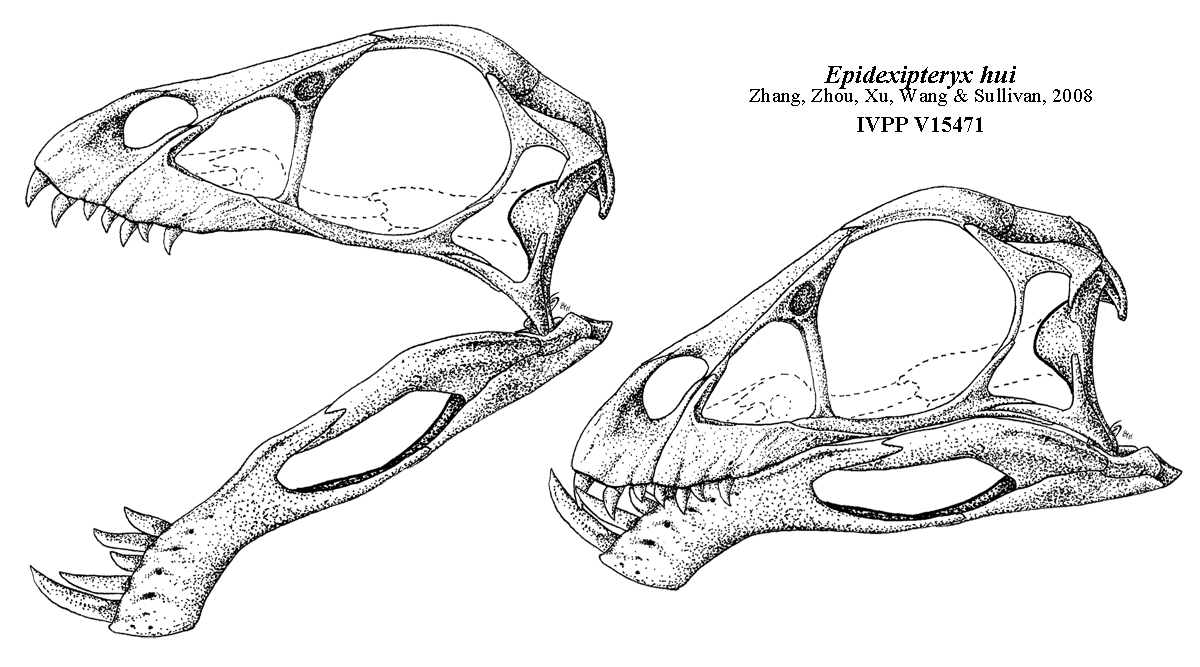
Cranio di E. hui

L'esatta posizione filogenetica di Epidexipteryx all'interno di Paraves è piuttosto incerta. L'analisi filogenetica condotta dagli autori della sua descrizione lo ha identificato come un membro della famiglia Scansoriopterygidae e come membro basale del clade Avialae; ciò è stato confermato dalla successiva analisi condotta da Hu et al. (2009). Una successiva analisi condotta da Agnolín e Novas (2011) ha confermato la sua appartenenza alla famiglia degli scansoriopterygidae, ma ha recuperato una diversa posizione filogenetica di questa famiglia: Scansoriopterygidae è stato recuperato in politomia con la famiglia degli Alvarezsauridae e il clade Eumaniraptora (contenente i clade Avialae e Deinonychosauria). Turner, Makovicky e Norell (2012) includevano Epidexipteryx ma non Scansoriopteryx/Epidendrosaurus nella loro analisi filogenetica primaria, come un esemplare pieno-coltivato è conosciuto solo del taxon precedente; Per quanto riguarda Scansoriopteryx/Epidendrosaurus, gli autori erano preoccupati che includerlo nell'analisi primaria sarebbe stato problematico, perché entrambi sono conosciuti solo da esemplari giovanili che "non necessariamente conservano tutta la morfologia adulta necessaria per mettere in modo preciso un taxon filogeneticamente" (Turner, Makovicky e Norell 2012, p. 89). Epidexipteryx è stato recuperato come paraviano basale che non appartiene a Eumaniraptora. Gli autori hanno notato che la sua posizione filogenetica è instabile; vincolare Epidexipteryx come avialan basale richiede due passaggi aggiuntivi rispetto alla soluzione più parsimoniosa, mentre vincolando come membro basale di Oviraptorosauria richiede solo un passo ulteriore.
Un'analisi esplorativa separata comprendeva Scansoriopteryx/Epidendrosaurus, recuperata come membro basale di Avialae; Gli autori hanno osservato che non ha clementato con Epidexipteryx, che è rimasto fuori di Eumaniraptora. Limitare la monofilia di Scansoriopterygidae ha richiesto quattro ulteriori fasi e ha spostato Epidexipteryx in Avialae. Uno Scansoriopterygidae monofiletico è stato recuperato da Godefroit et al. (2013); Gli autori hanno trovato scansoriopterygidi per essere membri basali di Paraves e il sister group del clade contenente Avialae e Deinonychosauria. Agnolín e Novas (2013) hanno recuperato anche Scansoriopterygidae monofiletico, ma come maniraptora non paraviani e come sister group di Oviraptorosauria.
Il seguente cladogramma è una versione abbreviata degli studi di Zhang et al. (2008):
|  | Troodontidae    |
|  |                 |
|  | Dromaeosauridae |
|  |                 |

| Scansoriopterygidae | \| \| Scansoriopteryx (=Epidendrosaurus) \| \| \| \| \| \| Epidexipteryx \| \| \| \| |
|                     | \| \| Scansoriopteryx (=Epidendrosaurus) \| \| \| \| \| \| Epidexipteryx \| \| \| \| |
|                     | Aves                                                                                 |
|                     |                                                                                      |
|                     | Scansoriopteryx (=Epidendrosaurus)                                                   |
|                     |                                                                                      |
|                     | Epidexipteryx                                                                        |
|                     |                                                                                      |

|  | Scansoriopteryx (=Epidendrosaurus) |
|  |                                    |
|  | Epidexipteryx                      |
|  |                                    |

|  | Troodontidae    |
|  |                 |
|  | Dromaeosauridae |
|  |                 |

| Scansoriopterygidae | \| \| Scansoriopteryx (=Epidendrosaurus) \| \| \| \| \| \| Epidexipteryx \| \| \| \| |
|                     | \| \| Scansoriopteryx (=Epidendrosaurus) \| \| \| \| \| \| Epidexipteryx \| \| \| \| |
|                     | Aves                                                                                 |
|                     |                                                                                      |
|                     | Scansoriopteryx (=Epidendrosaurus)                                                   |
|                     |                                                                                      |
|                     | Epidexipteryx                                                                        |
|                     |                                                                                      |

|  | Scansoriopteryx (=Epidendrosaurus) |
|  |                                    |
|  | Epidexipteryx                      |
|  |                                    |

|  | Troodontidae    |
|  |                 |
|  | Dromaeosauridae |
|  |                 |

| Scansoriopterygidae | \| \| Scansoriopteryx (=Epidendrosaurus) \| \| \| \| \| \| Epidexipteryx \| \| \| \| |
|                     | \| \| Scansoriopteryx (=Epidendrosaurus) \| \| \| \| \| \| Epidexipteryx \| \| \| \| |
|                     | Aves                                                                                 |
|                     |                                                                                      |
|                     | Scansoriopteryx (=Epidendrosaurus)                                                   |
|                     |                                                                                      |
|                     | Epidexipteryx                                                                        |
|                     |                                                                                      |

|  | Scansoriopteryx (=Epidendrosaurus) |
|  |                                    |
|  | Epidexipteryx                      |
|  |                                    |

|  | Troodontidae    |
|  |                 |
|  | Dromaeosauridae |
|  |                 |

| Scansoriopterygidae | \| \| Scansoriopteryx (=Epidendrosaurus) \| \| \| \| \| \| Epidexipteryx \| \| \| \| |
|                     | \| \| Scansoriopteryx (=Epidendrosaurus) \| \| \| \| \| \| Epidexipteryx \| \| \| \| |
|                     | Aves                                                                                 |
|                     |                                                                                      |
|                     | Scansoriopteryx (=Epidendrosaurus)                                                   |
|                     |                                                                                      |
|                     | Epidexipteryx                                                                        |
|                     |                                                                                      |

|  | Scansoriopteryx (=Epidendrosaurus) |
|  |                                    |
|  | Epidexipteryx                      |
|  |                                    |

|  | Troodontidae    |
|  |                 |
|  | Dromaeosauridae |
|  |                 |

| Scansoriopterygidae | \| \| Scansoriopteryx (=Epidendrosaurus) \| \| \| \| \| \| Epidexipteryx \| \| \| \| |
|                     | \| \| Scansoriopteryx (=Epidendrosaurus) \| \| \| \| \| \| Epidexipteryx \| \| \| \| |
|                     | Aves                                                                                 |
|                     |                                                                                      |
|                     | Scansoriopteryx (=Epidendrosaurus)                                                   |
|                     |                                                                                      |
|                     | Epidexipteryx                                                                        |
|                     |                                                                                      |

|  | Scansoriopteryx (=Epidendrosaurus) |
|  |                                    |
|  | Epidexipteryx                      |
|  |                                    |

|  | Troodontidae    |
|  |                 |
|  | Dromaeosauridae |
|  |                 |

| Scansoriopterygidae | \| \| Scansoriopteryx (=Epidendrosaurus) \| \| \| \| \| \| Epidexipteryx \| \| \| \| |
|                     | \| \| Scansoriopteryx (=Epidendrosaurus) \| \| \| \| \| \| Epidexipteryx \| \| \| \| |
|                     | Aves                                                                                 |
|                     |                                                                                      |
|                     | Scansoriopteryx (=Epidendrosaurus)                                                   |
|                     |                                                                                      |
|                     | Epidexipteryx                                                                        |
|                     |                                                                                      |

|  | Scansoriopteryx (=Epidendrosaurus) |
|  |                                    |
|  | Epidexipteryx                      |
|  |                                    |

|  | Troodontidae    |
|  |                 |
|  | Dromaeosauridae |
|  |                 |

| Scansoriopterygidae | \| \| Scansoriopteryx (=Epidendrosaurus) \| \| \| \| \| \| Epidexipteryx \| \| \| \| |
|                     | \| \| Scansoriopteryx (=Epidendrosaurus) \| \| \| \| \| \| Epidexipteryx \| \| \| \| |
|                     | Aves                                                                                 |
|                     |                                                                                      |
|                     | Scansoriopteryx (=Epidendrosaurus)                                                   |
|                     |                                                                                      |
|                     | Epidexipteryx                                                                        |
|                     |                                                                                      |

|  | Scansoriopteryx (=Epidendrosaurus) |
|  |                                    |
|  | Epidexipteryx                      |
|  |                                    |

|  | Troodontidae    |
|  |                 |
|  | Dromaeosauridae |
|  |                 |

| Scansoriopterygidae | \| \| Scansoriopteryx (=Epidendrosaurus) \| \| \| \| \| \| Epidexipteryx \| \| \| \| |
|                     | \| \| Scansoriopteryx (=Epidendrosaurus) \| \| \| \| \| \| Epidexipteryx \| \| \| \| |
|                     | Aves                                                                                 |
|                     |                                                                                      |
|                     | Scansoriopteryx (=Epidendrosaurus)                                                   |
|                     |                                                                                      |
|                     | Epidexipteryx                                                                        |
|                     |                                                                                      |

|  | Scansoriopteryx (=Epidendrosaurus) |
|  |                                    |
|  | Epidexipteryx                      |
|  |                                    |

A causa di un errore di pre-pubblicazione, un manoscritto della descrizione di Epidexipteryx apparì su un portale Web preprint alla fine di settembre 2008. Il documento è stato ufficialmente pubblicato nel 23 ottobre 2008, su un numero della rivista Nature.

## Nella cultura di massa
L'Epidexipteryx compare per la prima volta nel documentario della BBC Planet Dinosaur, nell'episodio Draghi piumati dove due esemplari sono visti contendersi il territorio ed il cibo, esponendo le piume della coda come display aggressivo. Il documentario specula che questi animali usassero le lunghe dita per nutrirsi nella stessa maniera dei moderni aye-aye. Alla fine dell'episodio uno dei due animali viene divorato da un giovane Sinraptor.